# Landtagswahl in Südtirol 1993
- Verdi Grüne Vërc: 2
- Partito Democratico della Sinistra: 1
- Südtiroler Volkspartei: 19
- Democrazia Cristiana/Partito Popolare: 2
- Unione di Centro: 1
- Ladins: 1
- Die Freiheitlichen: 2
- Union für Südtirol: 2
- Lega Nord: 1
- Movimento Sociale Italiano: 4

Die Südtiroler Landtagswahl 1993 fand am 21. November 1993 als Wahl zum Regionalrat Trentino-Südtirol statt. Formalrechtlich erfolgte die Wahl zum Regionalrat in zwei getrennten Wahlkreisen, von denen einer dem Gebiet der Provinz Bozen, einer dem Gebiet der Provinz Trient entsprach. Im Wahlkreis der Provinz Bozen wurden 35 Abgeordnete zum Regionalrat gewählt, in der Provinz Trient ebenfalls 35 Abgeordnete. Mit ihrer Wahl in den 70 Mandate umfassenden Regionalrat wurden die Abgeordneten des Wahlkreises Bozen gleichzeitig Mandatare des Südtiroler Landtags, jene des Wahlkreises Trient hingegen Abgeordnete zum Trentiner Landtag. 
Die XI. Legislaturperiode begann am 13. Dezember 1993 und endete am 16. Dezember 1998. Am 11. Februar 1994 wählte der Landtag die Südtiroler Landesregierung (Kabinett Durnwalder II).

## Wahlergebnis
| Partei                                | Stimmenanzahl | Prozent | Mandate |
| ------------------------------------- | ------------- | ------- | ------- |
| Südtiroler Volkspartei                | 160.186       | 52,04 % | 19/35   |
| Movimento Sociale Italiano            | 35.833        | 11,64 % | 4/35    |
| Verdi Grüne Vërc                      | 21.293        | 6,92 %  | 2/35    |
| Die Freiheitlichen                    | 18.669        | 6,06 %  | 2/35    |
| Union für Südtirol                    | 14.777        | 4,80 %  | 2/35    |
| Democrazia Cristiana/Partito Popolare | 13.622        | 4,43 %  | 2/35    |
| Lega Nord                             | 9.115         | 2,96 %  | 1/35    |
| Partito Democratico della Sinistra    | 9.046         | 2,94 %  | 1/35    |
| Ladins                                | 6.058         | 1,97 %  | 1/35    |
| Unione di Centro                      | 5.343         | 1,74 %  | 1/35    |
| Partito Socialista Italiano           | 3.847         | 1,25 %  | 0/35    |
| La Rete                               | 2.809         | 0,91 %  | 0/35    |
| Alleanza Democratica                  | 2.705         | 0,88 %  | 0/35    |
| Rifondazione Comunista                | 2.319         | 0,75 %  | 0/35    |
| Naturgesetzpartei                     | 1.709         | 0,56 %  | 0/35    |
| Partito Democratico                   | 507           | 0,16 %  | 0/35    |

## Fraktionswechsel während der laufenden Legislaturperiode
Der Abgeordnete Romano Viola löste 1996 die Fraktion des Partito Democratico della Sinistra auf und gründete die Fraktion Autonomia Dinamica.

## Historische Bedeutung
Die Südtiroler Volkspartei und die DC fuhren jeweils ihr bis dato schlechtestes Ergebnis in Südtirol ein. Auch der PSI erlitt Verluste und war nicht mehr im Landtag vertreten. Die klaren Gewinner der Wahl waren die separatistischen Parteien (die Freiheitlichen, Union für Südtirol, Lega Nord). Die Unione di Centro und die Ladins zogen in den Landtag ein und der MSI konnte 1,8 % hinzugewinnen.